# Gerda Hellberg
Gerda Hellberg, tidigare Lundberg, född 22 juni 1870 i Katarina församling i Stockholm, död 6 augusti 1937 i Karlstad, var en svensk kvinnorättskämpe.
Gerda Hellberg, vars far var grosshandlare, studerade vid Franska skolan i Stockholm och kom efter mogenhetsexamen där till Uppsala där hon som student blev inackorderad hos Ann Margret Holmgren. I studentlivet lärde hon känna Gulli Petrini och Lydia Wahlström, med vilka hon 1892 bildade en kvinnlig studentförening. Hon avslutade sina akademiska studier med en fil. kand.-examen. 
Hon flyttade till Karlstad 1897 efter trolovningen med Mauritz Hellberg, som hon aldrig gifte sig med eftersom hon då skulle ha blivit omyndig. Paret bosatte sig i början på 1900-talet i Villa Skogsbrynet på Jakobsberg. Hemmet blev med tiden en samlingspunkt för tidens radikala kvinnor, såsom Ellen Key, Anna Branting, Amelie Posse och senare Barbro Alving.  
År 1903 startade Gerda Hellberg Föreningen för kvinnans politiska rösträtt i Karlstad som en underavdelning till LKPR (Landsföreningen för kvinnans politiska rösträtt) i Stockholm. Hon blev en av de första kvinnorna i Karlstads stadsfullmäktige 1912.  År 1923 bildades Fredrika Bremer-kretsen i Karlstad med hjälp av Gerda Hellberg. Paret Hellberg är begravda på Långseruds kyrkogård.